# 10.° distrito local de Baja California
El 10° distrito electoral local de Baja California es uno de los 17 distritos electorales en los que se encuentra dividido el territorio del estado de Baja California. Su cabecera es Tijuana.
Desde el proceso de redistritación de 2015, está situado en la mancha urbana de la ciudad, va desde la frontera con Estados Unidos y abarca parte de la delegación municipal Centro, específicamente, el primer cuadro de la ciudad, su centro histórico y colonias aledañas.

## Distritaciones anteriores

##### Distritación 1971
En 1971 se crea el 10° distrito local para las elecciones de ese año. El distrito corresponde a Tijuana. Desde entonces, la demarcación ha pertenecido a dicho municipio. La zona arbarcada era la zona central-sur de la ciudad, específicamente las delegaciones La Mesa y Sánchez Taboada.

## Diputados electos
| Legislatura | Diputado                               | Partido |
| ----------- | -------------------------------------- | ------- |
| VII         | Fernando Cano Medina                   |         |
| VIII        | Manuel Trasviña Pérez                  |         |
| IX          | Mariano López Aréchiga                 |         |
| X           | Ernesto Riedel Batancourt              |         |
| XI          | Daniel Figueroa Díaz                   |         |
| XII         | Leonardo Bravo Quintero                |         |
| XIII        | Rodrigo Robledo Silva                  |         |
| XIV         | Gustavo Dávila Rodríguez               |         |
| XV          | Carlos Arturo Florencio Montejo Favela |         |
| XVI         | Héctor Magaña Mosqueda                 |         |
| XVII        | Raúl Felipe Luévano Ruiz               |         |
| XVIII       | José Francisco Blake Mora              |         |
| XIX         | Juan Manuel Gastélum Buenrostro        |         |
| XX          | Carlos Murguía Mejía                   |         |
| XXI         | Mario Osuna Jiménez                    |         |
| XXII        | Miguel Antonio Osuna Millán            |         |
| XXIII       | Julia Andréa González Quiroz           |         |
| XXIV        | Julia Andréa González Quiroz           |         |
| XXV         | Julia Andréa González Quiroz           |         |